# Велизар Енчев
Велизар Пенков Енчев е дипломат, университетски преподавател, журналист и бивш офицер от външното разузнаване.
Служи в Първо главно управление на Държавна сигурност от 1985 до 1989 г. и в Националната разузнавателна служба от 1990 до 1996 г. След политическите промени от 1989 г. участва в политическия живот на страната. През есента на 2014 г. в резултат от изборите за XLIII народно събрание влиза в парламента от партия НФСБ, която с ВМРО е в коалиция „Патриотичен фронт" (ПФ). Напуска парламентарната група два месеца след избирането му и от 1 декември същата година става независим депутат, обвинявайки ръководството на ПФ, че е изневерило на партийната програма и обещанията пред избирателите, давайки подкрепата си за кабинета на Бойко Борисов и антисоциалната му политика.

## Биография
Велизар Енчев е роден на 7 януари 1953 г. в град Гълъбово, Старозагорска област. Завършва журналистика (1973 – 1978) и двегодишен факултативен курс по реторика и международни отношения (1977 – 1978) в СУ „Св. Климент Охридски“. Защитава докторат по международно право и международни отношения.
От 1978 г. работи три месеца във в. „Работническо дело“, след това в секция „Периодичен печат“ към Комитета за култура, а в края на същата година става редактор във в. „Отечествен фронт“, където отговаря за сектор „История".
Назначен е като щатен служител в Югославския сектор (към 17-и отдел) на Първо Главно Управление (ПГУ) през ноември 1985 г. Този отдел работи по социалистическите страни Югославия, Китай, Албания и Румъния. През юни 1986 г. успешно завършва разузнавателна школа при ПГУ.
На 23 януари 1987 г. Енчев е изпратен зад граница под прикритието на кореспондент на в. „Отечествен фронт“, „Отечествен вестник“ и БНТ в Белград. До 1993 г. работи в Белградската резидентура на ПГУ, което след 1990 се нарича Националната разузнавателна служба (НРС) д, където отговаря за разузнавателната работа в Македония и Косово и е водещ офицер по активните мероприятия (АМ) на югославска територия.
Паралелно с работата си като служител на разузнаването предава всекидневни кореспонденции за БНТ и БНР от бойните полета на гражданската война в Хърватия и Босна и Херцеговина (1991 – 1993). На седмичните пресконференции в югославското външно министерство и в Международния пресцентър в Белград редовно поставя въпроси за антибългарската кампания на СФРЮ в международен план, реагира на антибългарски публикации в сръбски и македонски медии, влиза в публични полемики с югославски политици по спорните въпроси в българо-югославските отношения. Вестник „Нова Македония“ (Скопие) определя поведението на българския кореспондент в Белград като „агресивен великобългарски шовинизъм“. През 1992 г. организира първото официално посещение в България на лидерите на ВМРО-ДПМНЕ Любчо Георгиевски и Доста Димовска, по време на което македонските опозиционни политици и бъдещи премиер и вицепремиер на Република Македония са приети от президента д-р Жельо Желев, председателя на СДС Филип Димитров и зам.-председателя на БСП Георги Първанов.
През периода 1994 – 1995 Велизар Енчев е външнополитически коментатор на Българската национална телевизия. Уволнен е от тази позиция от генералния директор на БНТ Хачо Бояджиев през юни 1995 г. Повод за това е воденото от Енчев критично предаване „Международен коментар“, насочено срещу балканската политика на правителството на БСП и по-конкретно – заради показан в предаването документ на сръбската дипломатическа мисия в Женева, претендиращ за наличие на шопско малцинство в България. В предаването Енчев обвинява ръководеното от Георги Пирински външно министерство, че укрило изпратената от посланика в Женева Валентин Добрев информация за тези сръбски претенции заради идеологическата близост на БСП с режима на Слободан Милошевич. Медийната комисия на Народното събрание обсъжда казуса, като депутатите от СДС, ВМРО и БЗНС подкрепят Енчев, а народните представители от БСП порицават поведението му като тв водещ.
От Националната разузнавателна служба Велизар Енчев, с чин капитан, е уволнен през юли 1996 г. от тогавашния ръководител на службата ген. Бриго Аспарухов, по личното настояване на министър-председателя Жан Виденов., след като порицава премиерското изявление, че: „Западните покрайнини трябва да се наричат Източна Сърбия, а в Егейска Македония вече не живеят българи“.
Велизар Енчев е назначен за посланик на България в Република Хърватия през 1997 и остава на този пост до 2002. Назначен с указ на президента Петър Стоянов по предложение на служебното правителство на Стефан Софиянски. Като ръководител на дипломатическата мисия в Загреб създава българско лоби сред хърватската интелигенция, научните среди и Католическата църква, с помощта на което се противопоставя на македонизма в Хърватия. Подкрепян от председателя на Хърватската академия на науките и изкуствата акад. Иво Падован, кардинал Франьо Кухарич и епископа на Джаково Марин Сракич, Енчев успява да постави български паметници в Джаково, Задар, Загреб, Хърватска Костайница и Самобор. Счита се, че с този акт хърватите признават българската народност на Братя Миладинови и изцяло българския характер на техните „Български народни песни“, издадени през 1861 г. в Джаково от епископ Йосип Юрай Щросмайер – признат благодетел на южните славяни. Велизар Енчев успешно преговаря с хърватските институции за сключване на споразумение за редакция на учебниците по история и география в Хърватия с цел премахване на антибългарските им страници, останали от югославския период, в които под натиска на Скопие и Белград за „македонци“ се обявяват цар Самуил, Климент Охридски, Братя Димитър и Константин Миладинови, Гоце Делчев, Яне Сандански, Никола Вапцаров и др.
След 2003 г. Велизар Енчев е университетски преподавател по балкански проблеми. От 2013 г. във Факултета по журналистика и масови комуникации на СУ „Св. Климент Охридски“той води курс под заглавие „Договорната база на спорните и малцинствените въпроси на Балканите“.
Доктор по международно право и международни отношения (докторска дисертация на тема „Югославската идея и нейната реализация – държавно-правна и международна“). Научен ръководител му е доц. Йордан Величков. Рецензент на докторанта е проф. Кръстьо Манчев. Рецензент пред Висшата атестационна комисия (ВАК) е проф. Благой Видин.
В периода 2003 – 2014 г. е и коментатор по външна политика в БНР, телевизия „Европа“ – водещ на предаването „Дипломация без маски“, телевизия „7 дни“ – водещ на предаването „Днес“, телевизия „СКАТ“ – водещ на предаването „Дискусионно студио“, телевизия „Евроком“ – водещ на предаването „Зад кулисите“ и понастоящем в „Българска свободна телевизия“ – водещ на предаванията „Дискусионен клуб“ и „Актуално“.
След като в края на 2014 г. става независим народен представител, на 4 април 2015 г. във Велико Търново Велизар Енчев учредява Движение за радикална промяна „Българската пролет“ и става негов председател.
Енчев открито подкрепя декриминализирането на медицинската марихуана, позовавайки се на факта, че в 18 държави от ЕС (вкл. Румъния и Хърватия, както и Република Македония, която не е в ЕС) тя е легализирана за терминално болни, както и за болни от множествена склероза, диабет, СПИН и за онкоболни, подложени на химиотерапия. Народното събрание на два пъти отхвърля неговото предложение за легалната употреба на този препарат в България за посочените категории болни, въпреки доказаната полза от неговото приложение в много други страни.
На президентските избори през 2016 г. се кандидатира за президент заедно с Биляна Велева-Грънчарова. Двойката е издигната от Движение за радикална промяна „Българска пролет“.
На 20 януари 2018 Енчев се произнася относно Договорът за добросъседство с Република Македония, като го нарича "исторически провал, подписан под диктата на НАТО.

## Авторство
През май 1989 г. отпечатва първата си книга – за очаквания разпад на югославската федерация със заглавие „Югославия 1988. Хроника на една година“. Автор е на многобройни аналитични и прогностични публикации за политическите и етническите процеси на Балканите. През 2005 г. издава книгата „Югославия-последната балканска империя. История, политика, етноси“, а през 2009 г. – монографията „Югославската идея“ (неговата докторска дисертация).
През 2009 г. излиза книгата му, своеобразна изповед, „Аз бях в разузнаването“, с която изказва дълбокото си възмущение от приравняването на работата му в българското разузнаване на Балканите с тази на агентите на комунистическите тайни служби, известни под абревиатурата ДС. През 2014 г. Издателство „Изток-Запад“ отпечатва второ издание на „Аз бях в разузнаването“ с приложен компактдиск с пълното му работно дело в НРС, съхранявано в Комисията по досиетата. Така Енчев става първият офицер от външното разузнаване на НРБ и Република България, разкрил документално работата си зад граница като кадрови служител на ПГУ и НРС.
| „ | След като правителството на Станишев отвори архивите на външното разузнаване и постави знак на равенство между политическата полиция и разузнаването, осъзнах, че мълчанието не е злато. | “ |